# Calamaria bicolor
Calamaria bicolor este o specie de șerpi din genul Calamaria, familia Colubridae, descrisă de Duméril, Bibron și Duméril 1854. A fost clasificată de IUCN ca specie cu risc scăzut. Conform Catalogue of Life specia Calamaria bicolor nu are subspecii cunoscute.